# Лета (приток Укака)
Ле́та (англ. River Lethe) — река в штате Аляска, приток реки Укак.Длина реки — 29 км.
Расположена в 18 км к западу от вулкана Катмай в Долине десяти тысяч дымов. Была названа в 1917 году Робертом Ф. Григгсом, в одной из экспедиций Национального географического общества США в честь древнегреческой мифологической реки.
Лета имеет два притока: Найф-крик (англ. Knife Creek) и Уинди-крик (англ. Windy Creek).